# Rugby Australia
A Rugby Australia é o órgão que rege o rugby union na Austrália. É um membro do World Rugby com três votos e um delegado no Conselho Executivo desse órgão.

## História
A primeira partida internacional de rúgbi da Austrália foi contra a equipe britânica das Ilhas Britânicas em 1899, um ano e meio antes da federação estabelecer a Comunidade da Austrália. O jogo foi disputado no Sydney Cricket Ground e teve vitória por 13-3 para a Austrália, mas os turistas venceram os três testes restantes. A equipe australiana no primeiro jogo consistiu de seis jogadores de Queensland e nove de Nova Gales do Sul.
Nova Gales do Sul, como o união sênior, foi responsável pela administração da equipe australiana, incluindo todos as tournés, até o final da década de 1940. No entanto, os vários sindicatos concordaram que o futuro do rugby union na Austrália seria melhor servido por um órgão administrativo nacional e por isso a União Australiana de Rugby foi formada em uma conferência em Sydney em 1945, atuando inicialmente apenas como consultor. Um ímpeto adicional veio em 1948, quando o International Rugby Football Board convidou a Austrália especificamente (em vez de um representante de New South Wales) para ocupar um lugar no Conselho.
A constituição da União Australiana de Rugby foi ratificada em 25 de novembro de 1949 na reunião inaugural do conselho de onze delegados dos sindicatos estaduais de Nova Gales do Sul, Queensland, Austrália do Sul, Austrália Ocidental, Tasmânia e Victoria. O ACT Rugby Union ganhou adesão em 1972. O Northern Territory Rugby Union juntou-se em 1978, inicialmente como um sindicato associado antes de posteriormente ser concedido o direito de membro e de voto.
Em 1985, o Australian Rugby Football Union foi incorporado como uma empresa e, em 1997, tornou-se simplesmente a Australian Rugby Union Ltd, conhecida como a ARU.
Em 2017, a União de Rúgbi da Austrália foi renomeada como Rugby Australia, coincidindo com a mudança para suas novas instalações em Moore Park, Sydney.